# Almopia
Almopia ou Almópia (em grego:  Αλμωπία, línguas eslavas: Меглен, Моглен, Мъглен; em turco:  Karadjova) é um município e uma antiga província (επαρχία) da unidade regional de Pela, na região da Macedônia, Grécia. A sede do município é a cidade de Aridaia. Uma das regiões da antiga Macedônia, Almopia corresponde a grosso modo à região de Moglena da época do Império Bizantino em diante. Antigas cidades de Almopia eram Horma, Apsalos e Europo Almops, o gigante, era considerado epônimo da região e da tribo dos almopes, que foi expulsa pelos macedônios durante o reinado de Alexandre I. Até a Guerra greco-turca de 1919-1922 e a troca de populações entre Grécia e Turquia em 1924, pomaks (búlgaros muçulmanos) habitavam boa parte da região de Moglena.

## Município
O município de Almopia foi formado numa reforma do governo local em 2011 através da fusão de dois municípios, que se tornaram unidades municipais: Aridaia e Exaplatanos.

## Província
A província de ALmopia (em grego:  Επαρχία Αλμωπίας) era uma das três da prefeitura de Pela. Seu território correspondia ao do atual território do município. Ele foi abolido em 2006.